# Pomport
Pomport é uma comuna francesa na região administrativa da Nova Aquitânia, no departamento Dordonha. Estende-se por uma área de 19,26 km². Em 2010 a comuna tinha 752 habitantes (densidade: 39 hab./km²).